# Zenovie Pâclișanu
Zenovie Pâclișanu, uneori Zenobie, (n. 1 mai 1886, Straja, Alba – d. 31 octombrie 1957, închisoarea Jilava) a fost un istoric român, preot greco-catolic, membru corespondent al Academiei Române din 1919.

## Studii
A urmat cursurile inferioare ale Liceului „Majlath Gusztav” din Alba Iulia, și le-a continuat la Gimnaziul Greco-Catolic din Blaj (1898-1906).
Ca bursier al Mitropoliei Române Unite din Blaj, a plecat la Budapesta unde a audiat între anii 1906-1910 cursurile Facultății de Teologie, în cadrul Universității Ungare Regale de Științe, după care, între anii 1910-1916, ca membru al Institutului Augustineum, a urmat cursurile Facultății de Teologie a Universității din Viena. La sfârșitul studiilor a obținut titlul de doctor în teologie și istorie susținând, la 4 decembrie 1916, dizertația "Relatio Rumenorum e terris coronae Sancti Stephani ad reformationem soec. XVI et XVII", întocmită sub conducerea profesorului Cölestin Wolfsgruber.

## Activitatea profesională
După încheierea studiilor universitare de la Viena, Zenovie Pâclișanu a revenit la Blaj, unde a activat pentru un timp ca profesor la Academia Teologică Greco-Catolică iar între anii 1916-1919 a fost bibliotecar la Biblioteca Arhidiecezană.
În 1918 a fost secretar al Adunării Naționale de la Alba Iulia. Ulterior a activat la București ca vicar general al Bisericii Române Unite cu Roma și a deservit ca preot Biserica Sf. Vasile cel Mare din strada Polonă.
Papa Pius al XI-lea i-a acordat în perioada interbelică distincția de prelat papal.
În 1946-1947 a fost membru în delegația României la Conferința de Pace de la Paris, ca expert în probleme de istorie a Transilvaniei. După arestarea episcopilor Tit Liviu Chinezu și Vasile Aftenie a fost numit vicar general mitropolitan pentru enoriașii uniți din Vechiul Regat.

## Sfârșitul în detenție
În 1949, după interzicerea Bisericii Române Unită cu Roma, Greco-Catolică (BRU), a fost condamnat sub acuzația de activitate clandestină religioasă greco-catolică și a fost arestat în perioada 1949-1953. La 15 iunie 1950 a fost transferat la Închisoarea Sighet, de unde a fost eliberat în anul 1953. Zenovie Pâclișanu a fost arestat din nou în 1957 și a decedat la o săptămână după ce a fost condamnat la 12 ani de temniță grea.

## Lucrări
- Vechile mănăstiri românești din Ardeal, Blaj 1919
- Un vechiu proces literar, 36 pagini, 1935
- Despre mănăstirile din Maramureș, în: Cultura Creștină, Nr. 7-8, Blaj 1936, pag. 390 și urm.;
- Istoria Bisericii Române Unite, Galaxia Gutenberg, 2006
- Biserica și Românismul, Galaxia Gutenberg, 2005
- Istoria creștinismului antic, Galaxia Gutenberg, 2009
- Relatio Rumenorum e terris coronae S[ancti] Stephani ad Reformationem saec[ulis] XVI et XVII, Technomedia, 2010